# Fabien Reboul
Fabien Reboul (9 de septiembre de 1995) es un tenista francés.
Su ranking ATP más alto de singles fue el número 328, logrado el 17 de diciembre de 2018. Su ranking ATP más alto de dobles fue el número 34, logrado el 5 de febrero de 2024.
Reboul hizo su debut en el cuadro principal de Grand Slam en el Torneo de Roland Garros 2021, recibiendo wildcards en el cuadro de dobles junto a Sadio Doumbia.

## Títulos ATP (5; 0+5)

### Dobles (5)
| Leyenda                         |
| Grand Slam (0)                  |
| ATP Wourld Tour Finals (0)      |
| ATP Masters 1000 World Tour (0) |
| ATP World Tour 500 series (0)   |
| ATP World Tour 250 series (5)   |

| N.º | Fecha                    | Torneo      | Superficie    | Pareja        | Oponentes en la final                    | Resultado           |
| --- | ------------------------ | ----------- | ------------- | ------------- | ---------------------------------------- | ------------------- |
| 1.  | 26 de septiembre de 2023 | Chengdú     | Dura          | Sadio Doumbia | Francisco Cabral Rafael Matos            | 4-6, 7-5, [10-7]    |
| 2.  | 4 de febrero de 2024     | Montpellier | Dura (i)      | Sadio Doumbia | Albano Olivetti Tristan-Samuel Weissborn | 6-7(5), 6-4, [10-6] |
| 3.  | 21 de abril de 2024      | Bucarest    | Tierra batida | Sadio Doumbia | Harri Heliövaara Henry Patten            | 6-3, 7-5            |
| 4.  | 24 de septiembre de 2024 | Chengdú     | Dura          | Sadio Doumbia | Yuki Bhambri Albano Olivetti             | 6-4, 4-6, [10-4]    |
| 5.  | 24 de mayo de 2025       | Ginebra     | Tierra batida | Sadio Doumbia | Ariel Behar Joran Vliegen                | 6-7(4), 6-4, [11-9] |

#### Finalista (6)
| N.º | Fecha                 | Torneo   | Superficie    | Pareja                 | Oponentes en la final                | Resultado            |
| --- | --------------------- | -------- | ------------- | ---------------------- | ------------------------------------ | -------------------- |
| 1.  | 12 de febrero de 2023 | Córdoba  | Tierra batida | Sadio Doumbia          | Máximo González Andrés Molteni       | 4-6, 4-6             |
| 2.  | 11 de febrero de 2024 | Córdoba  | Tierra batida | Sadio Doumbia          | Máximo González Andrés Molteni       | 4-6, 1-6             |
| 3.  | 7 de abril de 2024    | Estoril  | Tierra batida | Sadio Doumbia          | Gonzalo Escobar Aleksandr Nedovyesov | 5-7, 2-6             |
| 4.  | 21 de julio de 2024   | Hamburgo | Tierra batida | Édouard Roger-Vasselin | Kevin Krawietz Tim Puetz             | 6-7(8), 2-6          |
| 5.  | 1 de marzo de 2025    | Acapulco | Dura          | Sadio Doumbia          | Christian Harrison Evan King         | 4-6, 0-6             |
| 6.  | 18 de mayo de 2025    | Roma     | Tierra batida | Sadio Doumbia          | Marcelo Arévalo Mate Pavić           | 4-6, 7-6(6), [11-13] |